# Бещадский национальный парк
Беща́дский национа́льный парк (пол. Bieszczadzki Park Narodowy) — третий по величине национальный парк Польши. Расположен в Подкарпатском воеводстве, на крайнем юго-востоке страны, вблизи границы с Украиной и Словакией.

## История
Был создан 4 августа 1973 года. Его площадь составляла в то время всего 59,55 км², но за последующие годы увеличилась почти в 4 раза. Последние расширения территории были осуществлены в 1996 и 1999 годах, когда в парк были включены территории нескольких бывших деревень. Сейчас территория парка составляет 292,02 км² и включает наиболее высокогорные районы польской части горного массива Бещад. Самая высокая точка парка — гора Тарница, высота которой составляет 1346 м над уровнем моря. В 1992 году парк и окружающие его районы стали частью биосферного заповедника «Восточные Карпаты» с общей площадью 2132,11 км², куда также включены соседние районы Словакии и Украины.

## Флора и фауна
Леса покрывают около 80 % территории Бещад и большей частью сохраняют свой девственный облик. На территории Бещадского парка произрастают около 780 видов сосудистых растений, 250 видов мхов, 500 видов лишайников и 1000 видов грибов. 30 видов являются эндемиками Восточных Карпат. Обитает более 230 видов позвоночных животных. В изобилии обитают такие млекопитающие, как: европейские бурые медведи, евразийские волки, кабаны, обыкновенные бобры, обыкновенные рыси, зубры (в Бещадах обитает около 100 особей).
Территория парка крайне малонаселённа, что обеспечивает животным свободное перемещение.